# Trimetilammina-N-ossido reduttasi (citocromo c)
La trimetilammina-N-ossido reduttasi (citocromo c) è un enzima appartenente alla classe delle ossidoreduttasi, che catalizza la seguente reazione:
trimetilammina + 2 (ferricitocromo c)-subunità + H2O ⇄ trimetilammina N-ossido + 2 (ferrocitocromo c)-subunità + 2H+
Il citocromo c coinvolto nei batteri fotosintetici è una proteina pentaemica. Contiene il cofattore bis(molibdopterina guanina dinucleotide)molibdeno. Il riducente è un citocromo c miltiemico legato alla membrana. Riduce anche il dimetilsolfossido a dimetil solfuro.